# 成田寿美子
成田 寿美子（なりた すみこ）は、北海道出身のフリーアナウンサーである。
札幌大谷短期大学声楽科卒業後、OLとして会社勤めをしていたが、結婚式の発起人をしているうちに、司会の仕事に憧れ、アナウンサー事務所であるトーク札幌と契約しフリーアナウンサーとなる。
1996年、FMノースウェーブの契約社員としてニュースなどを読むインフォメーションDJを担当する。
翌年、結婚及び出産を機に退社。
2001年、トーク札幌時代の先輩である小泉笑美子とともに「MCミューズ」を設立。再びフリーアナウンサー活動を本格化する。2003年には株式会社として法人化し、代表取締役に就任。
現在はテレビ・ラジオなどのナレーションやイベント司会、さらにコンサドーレ札幌の場内インフォメーションDJなども手掛ける。

## MCミューズ
成田が社長のアナウンサー事務所、北海道を中心に活動

### 所属
- 高野美佐
- 高橋弥子
- 西川賢
- 薮淳一
- 八幡淳
- 渡辺陽子